# Dalmore House

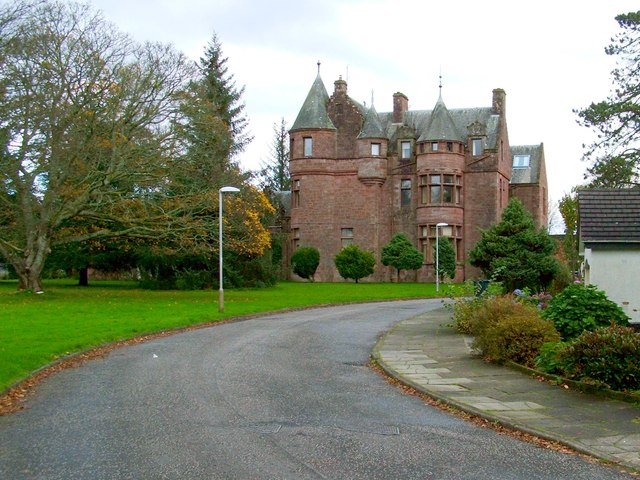
Dalmore House

Dalmore House ist der Name eines Herrenhauses in der schottischen Stadt Helensburgh in der Council Area Argyll and Bute. Das Gebäude befindet sich im Südwesten der Stadt. 1993 wurde die Villa in die schottischen Denkmallisten in der höchsten Kategorie A aufgenommen.

## Geschichte
Dalmore House wurde im Jahr 1873 für Robert Little errichtet. Als Architekt war William Leiper, der auch zahlreiche weitere Gebäude in Helensburgh entwarf, für die Planung verantwortlich. In den 1970er Jahren wurde die Umgestaltung des Innenraums in abgetrennte Wohneinheiten durch den Architekten Alan Berry vorgenommen. Dalmore House ist nach dem Vorbild von Coll-Earn Castle in Auchterader, Perth and Kinross gestaltet, das ebenfalls von Leiper entworfen wurde. Es diente selbst wiederum als Vorlage für das 1884 von Leiper geplante Landhaus Kinlochmoidart House. Die Außengebäude West Lodge und Dalmore Lodge sind einzeln in die Denkmalkategorie B eingestuft.

## Beschreibung
Das Herrenhaus ist zweistöckig gebaut und besitzt ein ausgebautes Dachgeschoss. Es weist architektonische Merkmale des Scottish Baronials auf, jedoch sind auch Renaissanceelemente aus dem 17. Jahrhundert zu finden. Es besteht aus behauenem rotem Sandstein, aus dem auch die schlichten Faschen um die Fenster und Eingangstüren gefertigt sind. Die Satteldächer sind mit grünen Schieferschindeln gedeckt und besitzen Staffelgiebel. Die Ecktürme an der Gebäuderückseite schließen mit Kegeldächern ab.